# Jezero Tunis
Jézero Túnis (tudi Jézero Radès) je velika plitva laguna vzhodno od tunizijske metropole Tunis. V preteklosti je najbrž tvorilo ustje reke Medjerda ter bilo tako povezano z morjem. Njegova površina je 3700 ha.
Jezero leži na severovzhodu Tunizije med krajema Tunis na zahodu in La Goulette na vzhodu. Tunis, ki je največje mesto na njegovi obali, leži na nekoliko višji zahodni obali in se pospešeno širi okoli jezera ter se na jugu počasi staplja z Radèsom. Jezero je od Sredozemskega morja ločeno z obalnimi sipinami, na katerih stoji naselje La Goulette ter ostanki zgodovinskega mesta Kartagina. V severnem delu jezera je otok Čikli z ruševinami španske utrdbe. V južnem delu jezera se nahajajo danes neaktivne soline.
Jezero je bilo v preteklosti močno onesnaženo zaradi odplak iz Tunisa, v 60. in 70. letih 20. stoletja pa so bile izvedene obsežne čistilne akcije; med drugim je bil del kanalizacije preusmerjen v čistilno napravo pri naselju Ariana. V 80. letih se je začela hitra urbanizacija severnih obal jezera, 90. leta pa so isto prinesla južnim obalam, zaradi česar je bila ukinjena dejavnost solin.
Mokrišče jezera Tunis je lovski rezervat, otok Čikli pa tudi naravni rezervat; ekološke razmere so kljub temu slabe. Na območju mokrišča je pred časom gnezdilo večje število vrst ptic - pomembnejše so črnovrati ponirek (Podiceps nigricollis), veliki kormoran (Phalacrocorax carbo), žličarka (Platalea leucorodia) in veliki plamenec (Phoenicopterus roseus). Danes je to število vedno manjše zaradi hrupa in onesnaženja; na ptice neugodno vplivajo ljudje ter njihova dejavnost, psi in podgane.